# هاسی
هاسی (انگلیسی: Hasee) شرکت الکترونیک چینی است، که در سال ۱۹۹۵ تأسیس شد.